# Lago de Joux
El lago de Joux o lago de Josco (del francés: lac de Joux) es un lago en el valle de Joux, en el cantón de Vaud, Suiza.

## Geografía
Su altitud es de 1.004 metros y su profundidad máxima de 32 metros. Tiene una superficie de 9,5 kilómetros cuadrados.
Es alimentado principalmente por el río Orbe, que viene del suroeste de Francia, y por el Lionne, tras cruzar el pueblo de L'Abbaye. Parte de sus aguas desembocan en el lago de Brenet, su vecino más pequeño, pero la mayor parte del agua subterránea fluye para llegar a Vallorbe. El agua pasa a través de los suelos de piedra caliza del lago y más claramente en las cuevas de Vallorbe.
El lago se congela en invierno y con frecuencia, en el pasado, el hielo se exportaba al llano y al extranjero para satisfacer las necesidades de los hospitales y restaurantes.
El valle del Joux es rico en belleza natural. Desde la cima de la Vaulion de Dent (1483 m) se puede disfrutar de una vista espléndida sobre el valle, que se extiende a unos 30 kilómetros. A los pies, el lago de Joux, un poco al oeste, el lago Brenet. Básicamente, el Orbe que fluye hacia el lago que bordea a lo largo de su sinuoso recorrido a través de dos reservas naturales.

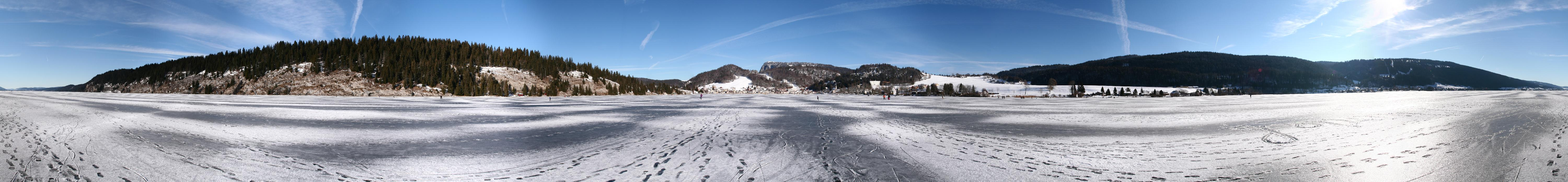
El lago de Joux congelado, en el centro el Dent de Vaulion (panorama 360°, enero de 2008)

## Galería

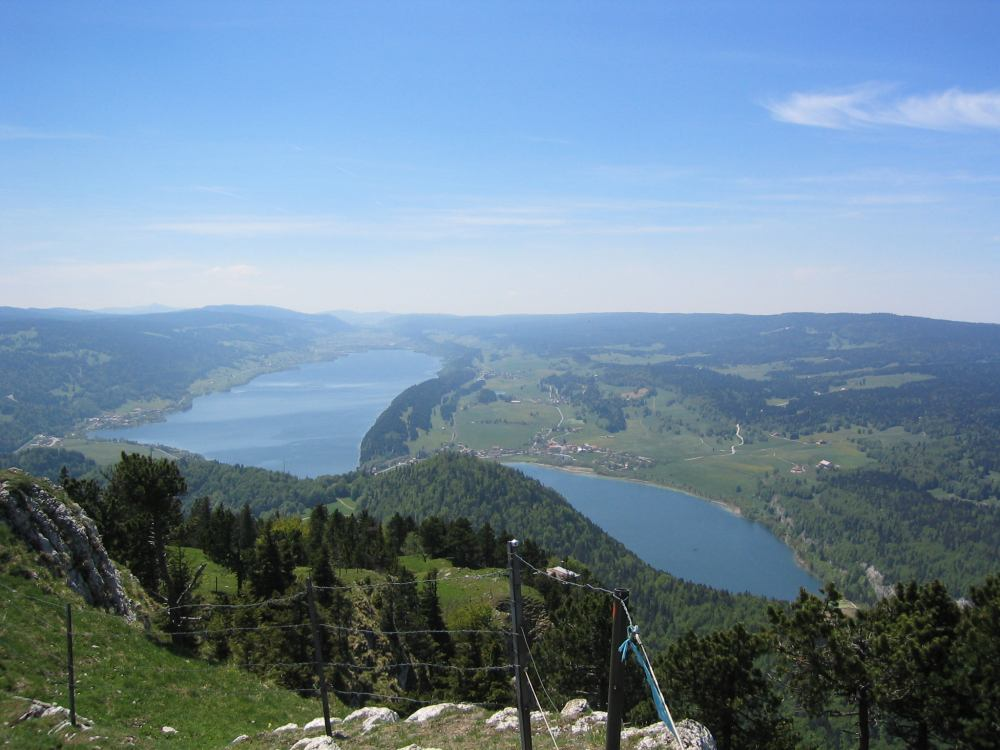
Vista de los lagos de Joux y Brenet
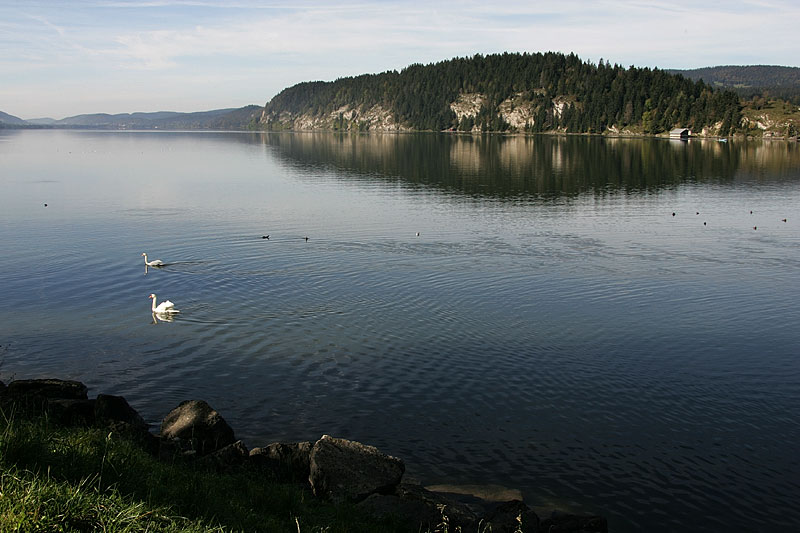
Vista desde Le Pont
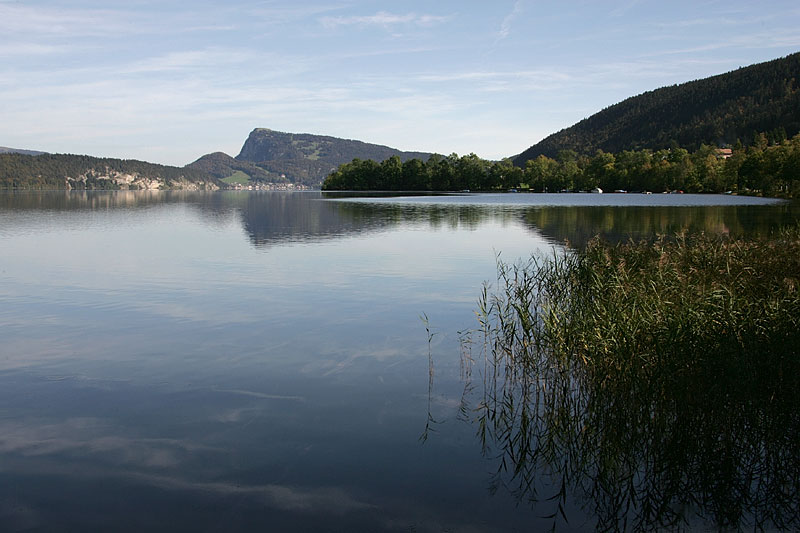
Vista desde Les Bioux
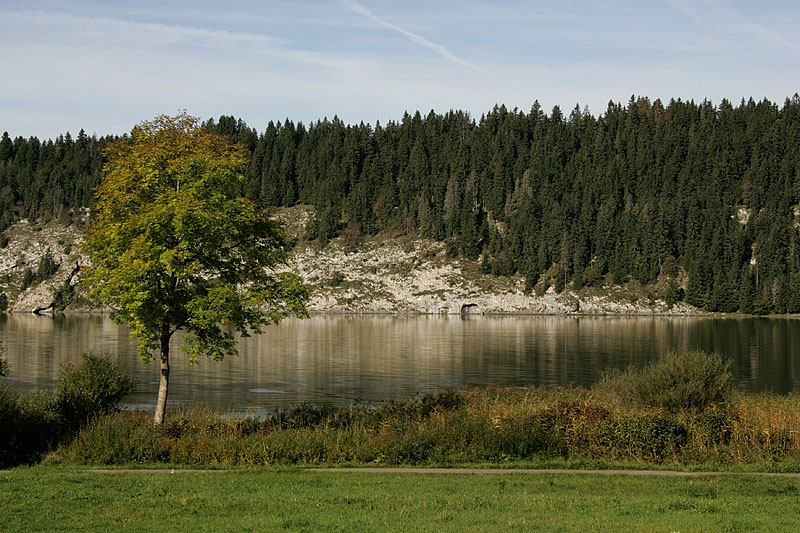
En las orillas de L'Abbaye
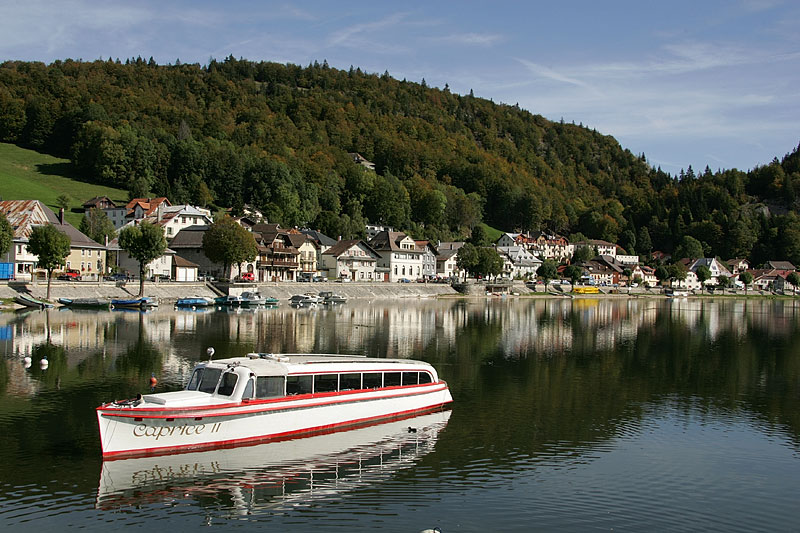
Le Pont